# Пибрак
Пибра́к (фр. и окс. Pibrac) — коммуна во Франции, находится в регионе Юг — Пиренеи. Департамент — Верхняя Гаронна. Входит в состав кантона Легевен. Округ коммуны — Тулуза.
Код INSEE коммуны — 31417.

## География

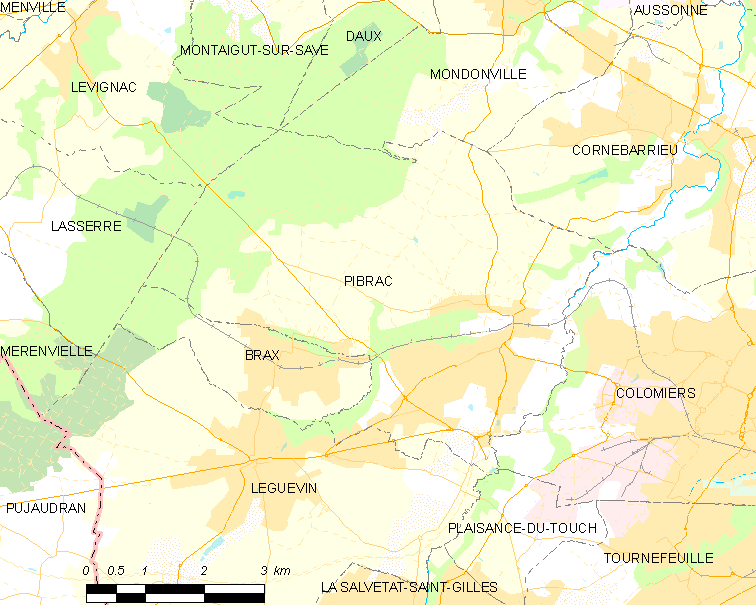
Карта коммуны

Коммуна расположена приблизительно в 590 км к югу от Парижа, в 13 км к западу от Тулузы.
По территории коммуны протекает река Осоннель, а также её небольшие притоки — реки Гажа и Курбет.

## Климат
Климат умеренно-океанический. Зима мягкая и снежная, весна характеризуется сильными дождями и грозами, лето сухое и жаркое, осень солнечная. Преобладают сильные юго-восточные и северо-западные ветры.

## Население
Население коммуны на 2010 год составляло 8091 человек.
| 1962 | 1968 | 1975 | 1982 | 1990 | 1999 | 2010 |
| ---- | ---- | ---- | ---- | ---- | ---- | ---- |
| 1036 | 1518 | 2291 | 4245 | 5879 | 7440 | 8091 |

## Администрация
| Период | Период | Фамилия          | Партия                             | Примечания |
| ------ | ------ | ---------------- | ---------------------------------- | ---------- |
| 1953   | 1971   | Жан Безья        | Радикальная левая партия           |            |
| 1971   | 1995   | Анри Куртин      | Объединение в поддержку республики |            |
| 1995   | 2014   | Робер Бон        | Социалистическая партия            |            |
| 2014   | 2020   | Давид Сен-Мельон | Социалистическая партия            |            |

## Экономика
В 2010 году среди 5346 человек трудоспособного возраста (15—64 лет) 3904 были экономически активными, 1442 — неактивными (показатель активности — 73,0 %, в 1999 году было 69,3 %). Из 3904 активных жителей работали 3623 человека (1894 мужчины и 1729 женщин), безработных было 281 (119 мужчин и 162 женщины). Среди 1442 неактивных 640 человек были учениками или студентами, 451 — пенсионерами, 351 были неактивными по другим причинам.

## Достопримечательности
- Базилика Сен-Жермен[фр.] (XVI век). Исторический памятник с 1946 года[4][5]
- Церковь Св. Марии Магдалины
- Монастырь Св. Доминика
- Замок Пибрак[фр.] (XVI век). Исторический памятник с 1932 года[6]
- Ворота Генриха IV

## Фотогалерея

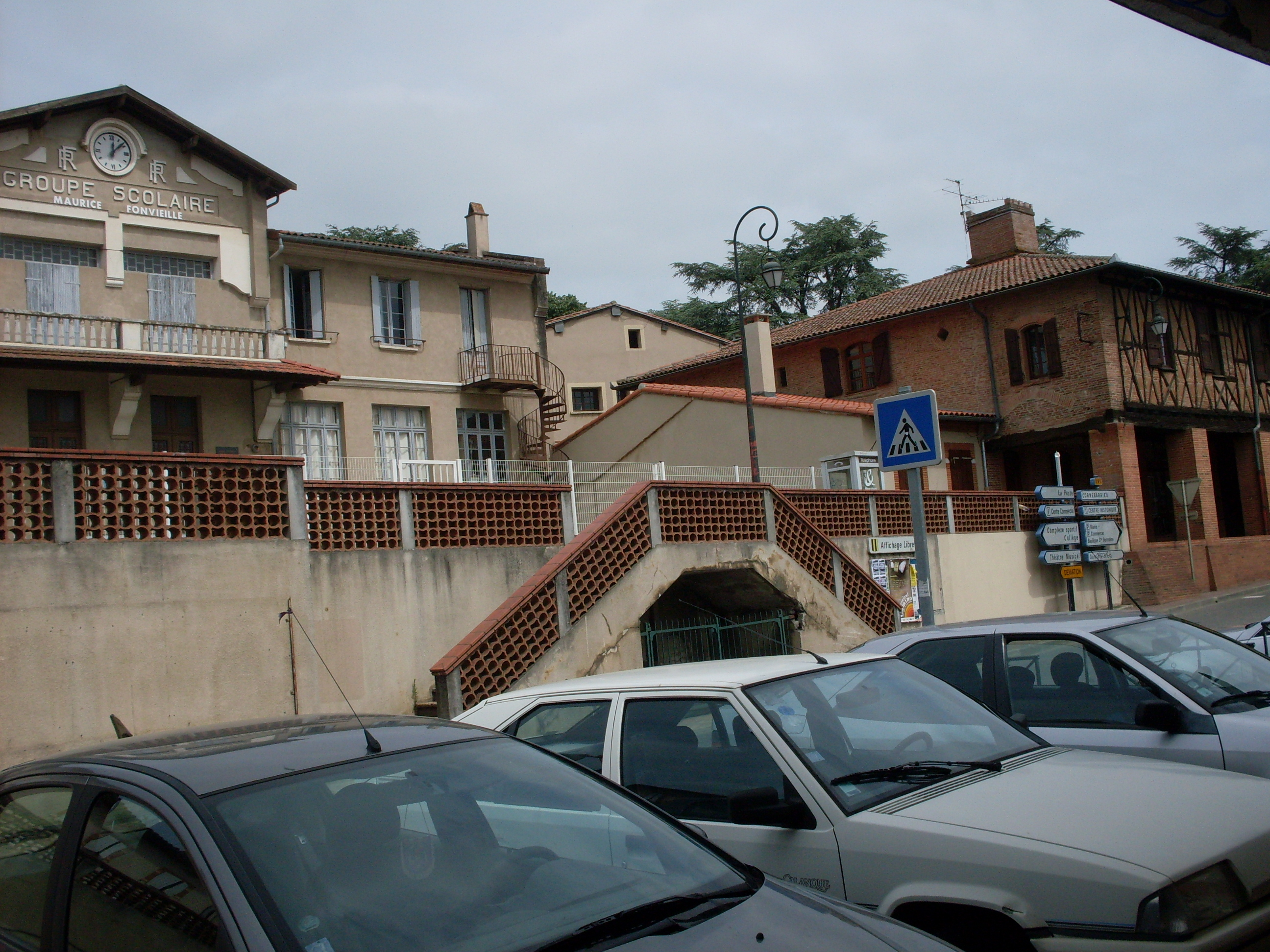
Пибрак
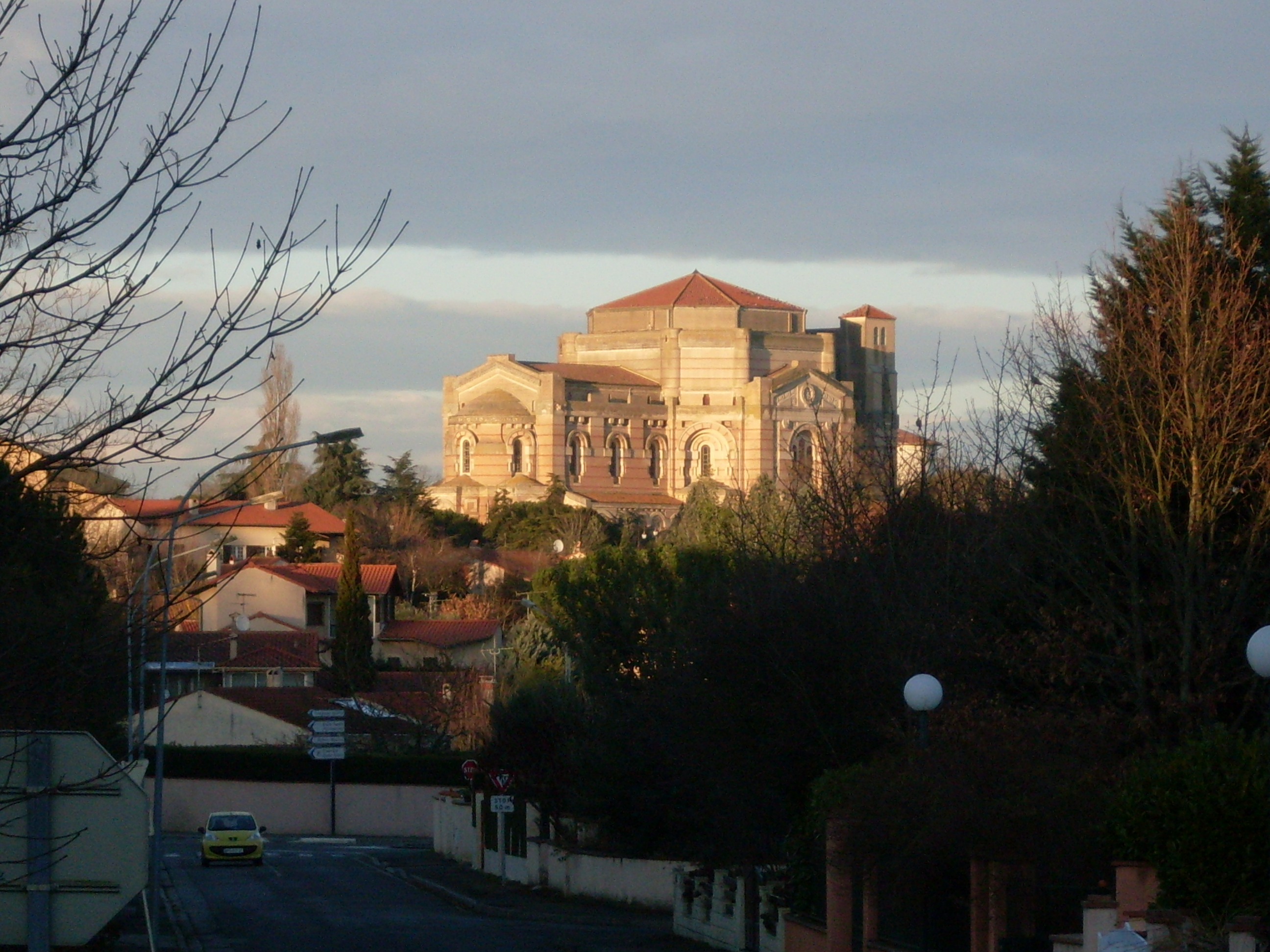
Базилика Сен-Жермен
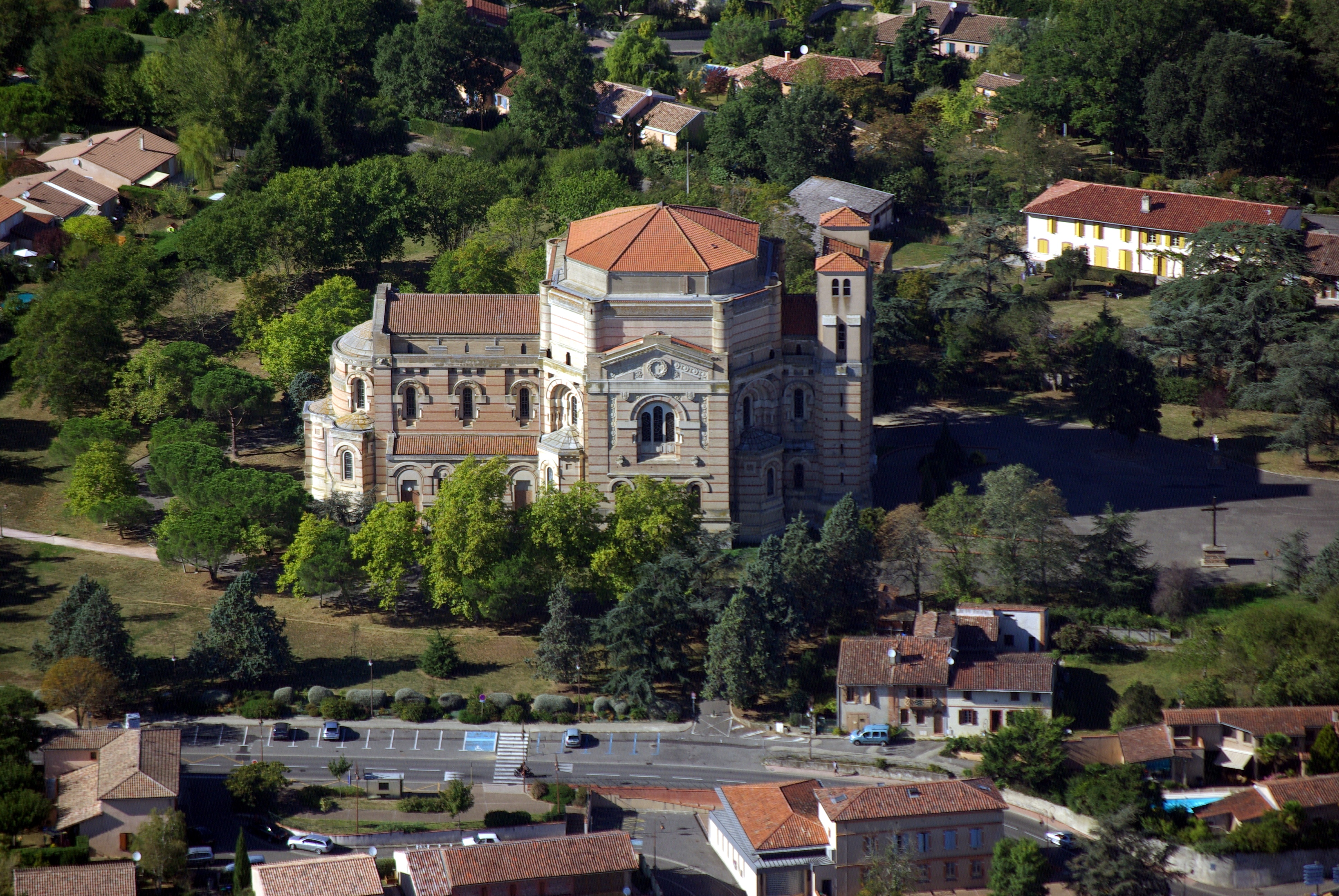
Базилика Сен-Жермен
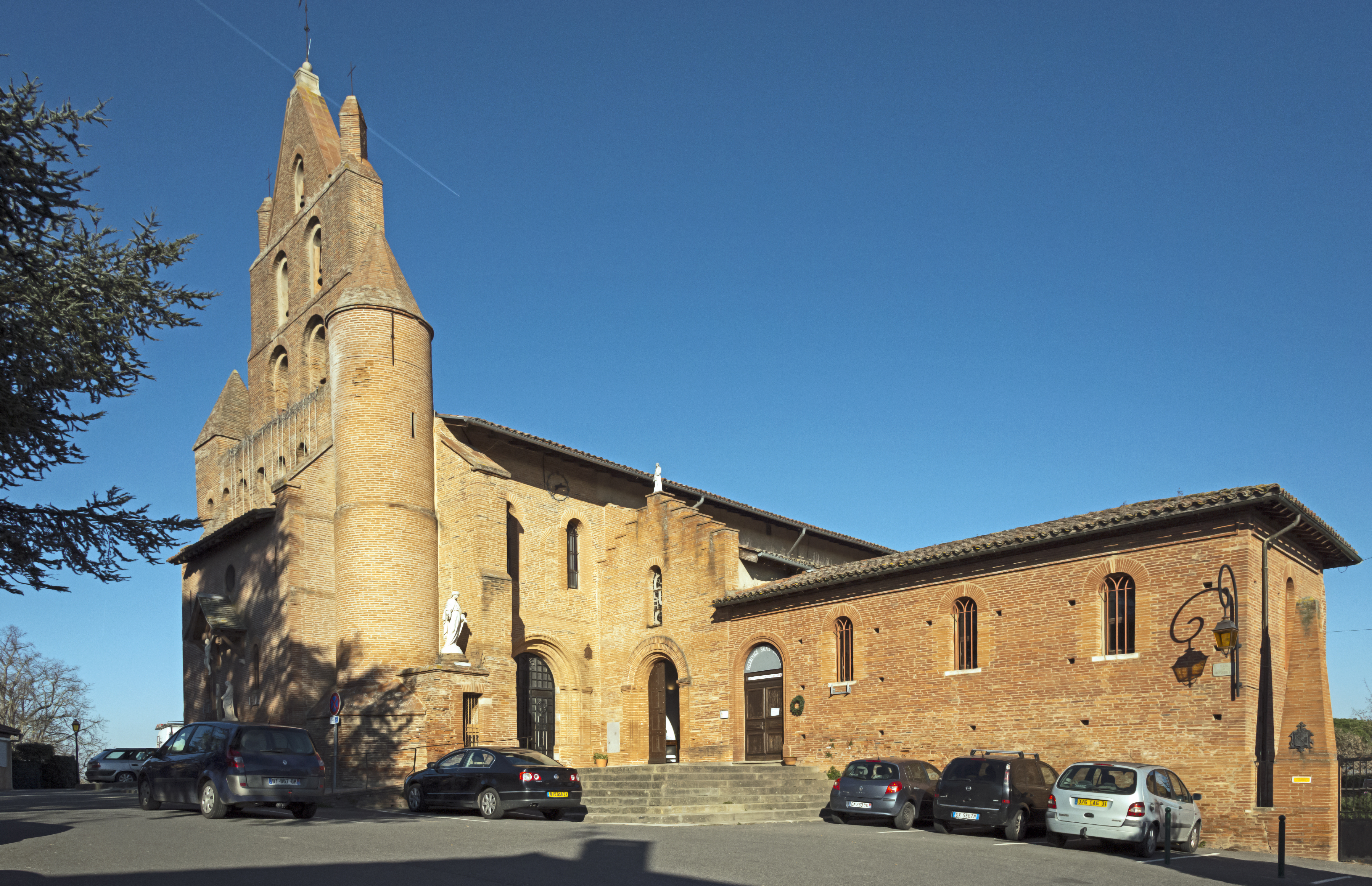
Церковь Св. Марии Магдалины
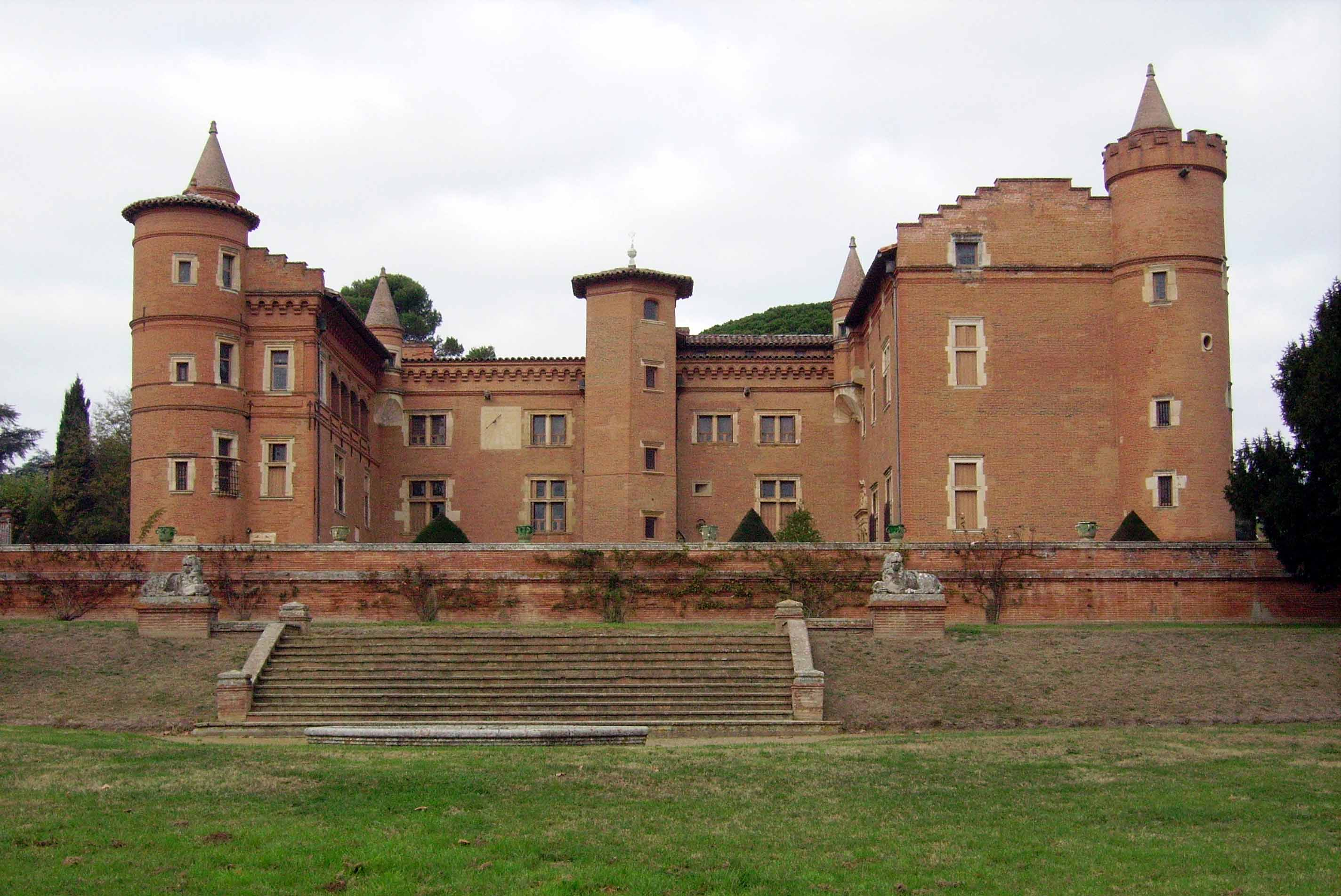
Замок Пибрак
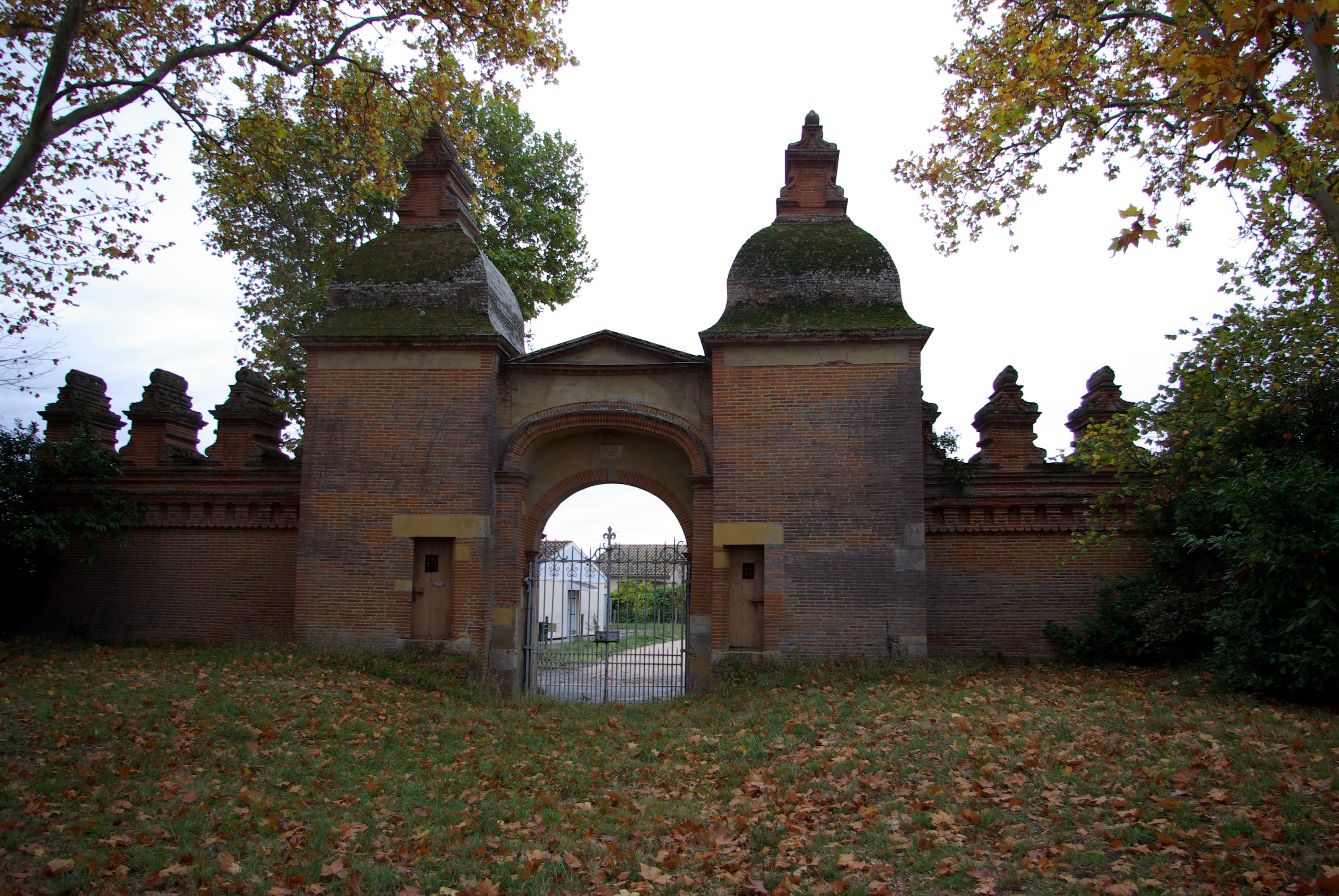
Ворота Генриха IV
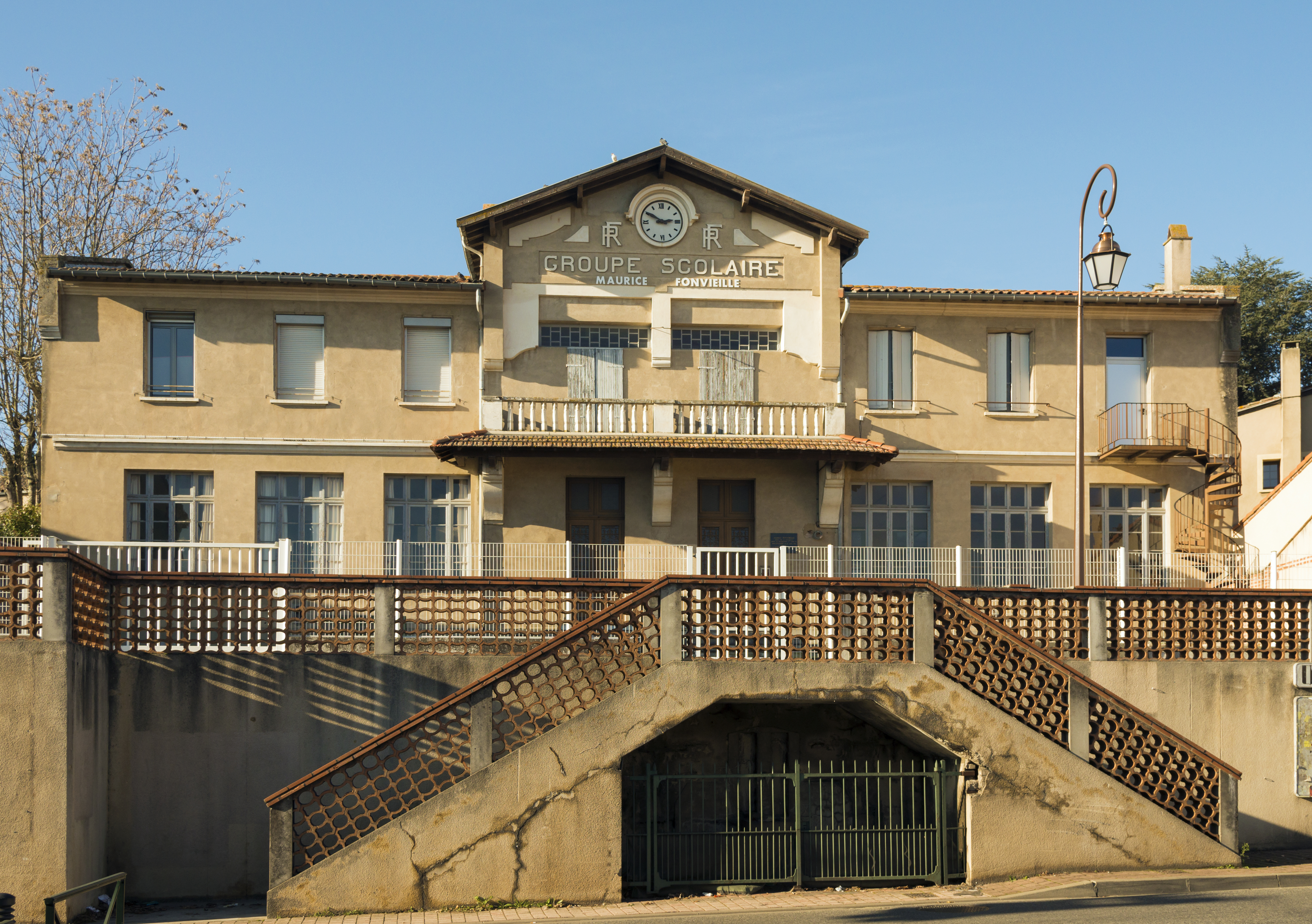
Школа
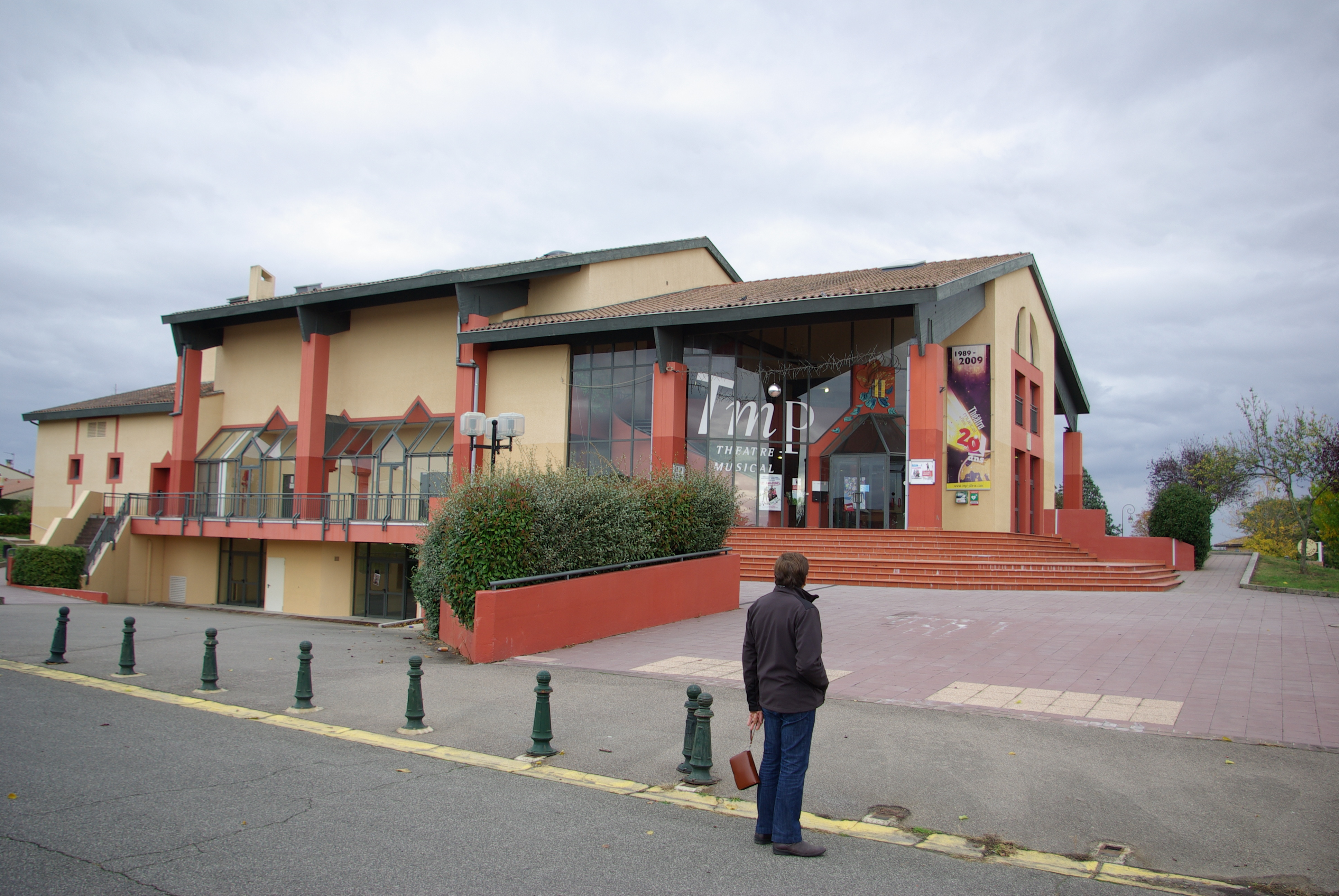
Музыкальный театр
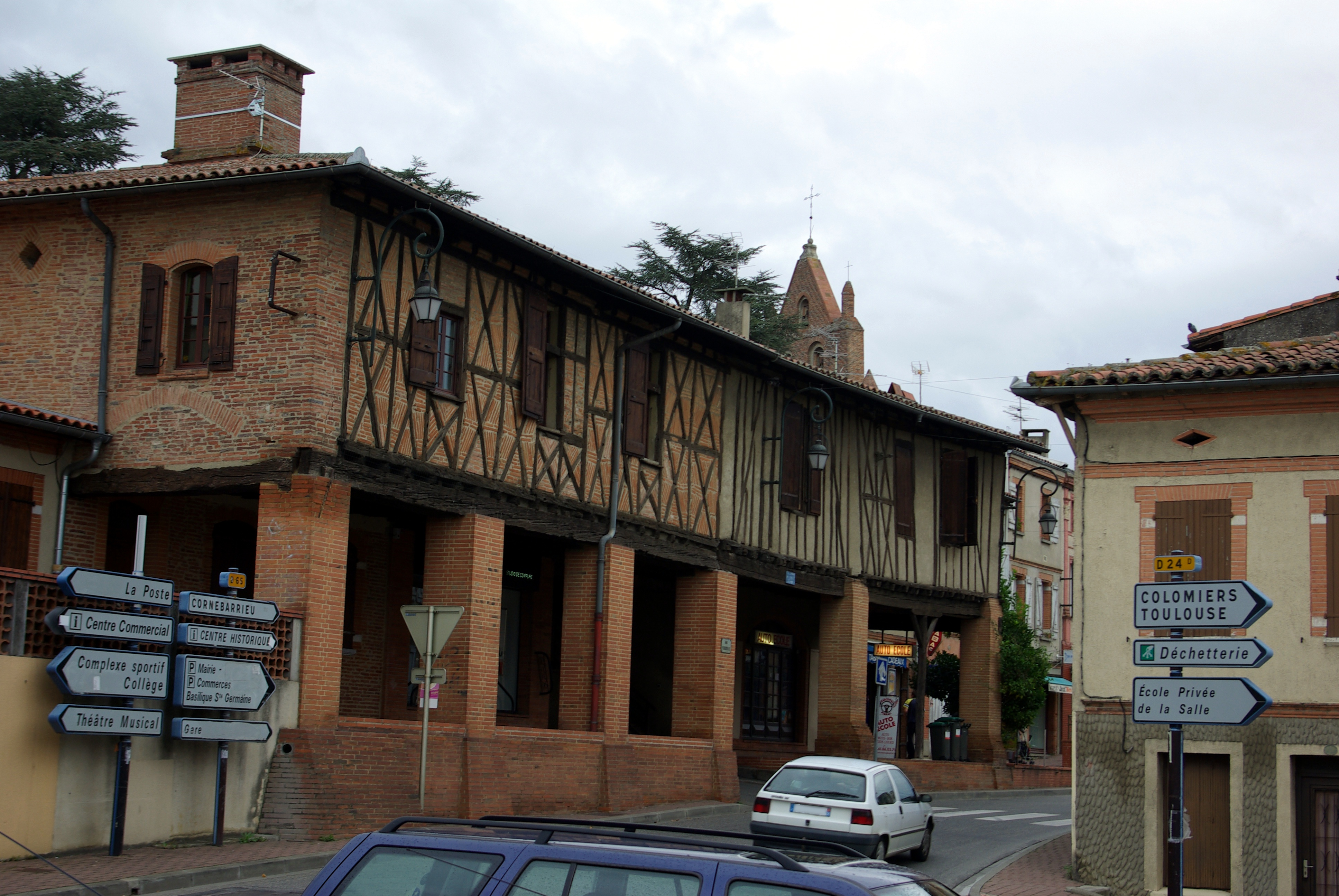
Фахверковый дом